# 里克·福克斯
乌尔里希·亚历山大·「里克」·福克斯（英語：Ulrich Alexander "Rick" Fox，1969年7月24日—），巴哈马裔加拿大前职业篮球运动员、演员，篮球场上位置小前锋。
福克斯出生于多伦多，两岁时随全家回到巴哈马，高中以后赴美国学习，大学就读于北卡罗来纳大学。1991年NBA选秀中，福克斯在首轮第24位被波士顿凯尔特人队选中，此后他效力于凯尔特人队直到1997年。1997年至2004年，福克斯效力于洛杉矶湖人队，并随队夺得三次NBA总冠军。2004年，福克斯宣布退役。
福克斯是少數在波士顿凯尔特人队及洛杉矶湖人队这两支宿敌球队中都效力过的球員。

## 個人軼事
福克斯曾与前美国小姐凡妮莎·威廉斯结婚，育有一女，两人于2004年离婚。
退役后，他踏入演艺生涯，在多部电视和电影中出任角色。2011年，福克斯在电视剧生活大爆炸第4季第13集中客串伯纳黛特的前男友格伦。
福克斯熱衷發展電競事業，在2015年12月購入英雄聯盟電競隊伍Gravity，成為第一位擁有電競隊伍的nba選手，並重新命名為Echo fox，首發隊員包括KFO，Hard，Froggen，Keith，Big。
2016年，福克斯擴充其電子競技事業至Counter-Strike: Global Offensive及其他格鬥類遊戲如街頭霸王5。